# Pelinia
Pelinia è un comune della Moldavia situato nel distretto di Drochia di 7.538 abitanti al censimento del 2004

## Località
Il comune è formato dall'insieme delle seguenti località (popolazione 2004):
- Pelinia (7.538 abitanti)
- Pelinia loc. st.